# Sturzquelle Kettwig
Koordinaten: 51° 21′ 27″ N, 6° 56′ 49″ O
Die Sturzquelle Kettwig, auch Türkenquelle genannt, ist eine Quelle in Essen-Kettwig südlich des Kettwiger Sees an der Ruhr. Sie befindet sich an der Werdener Straße (L 442) nach Essen-Werden. 

## Beschreibung

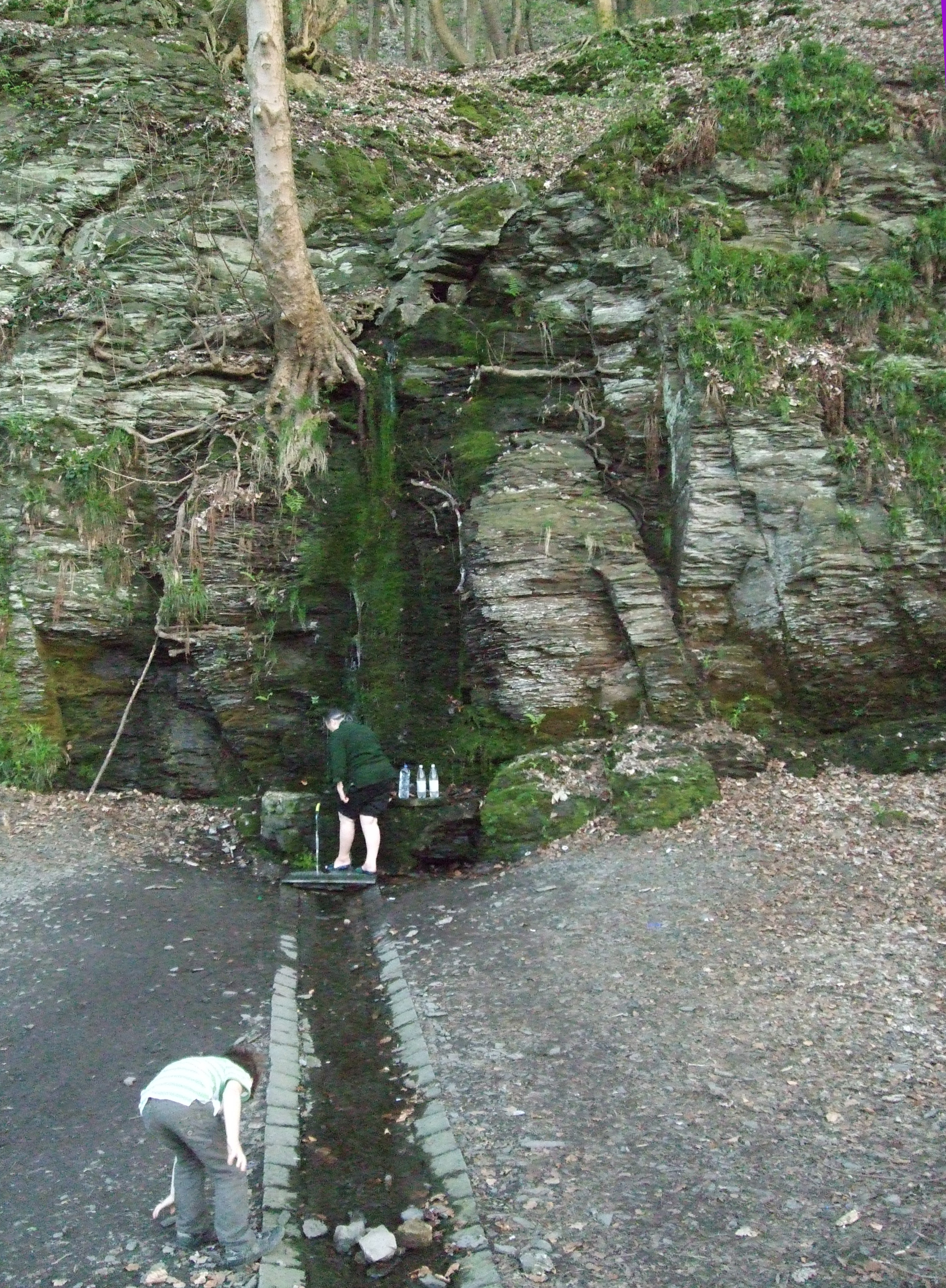
Quelle, April 2011

Das Wasser kommt aus der vermauerten Öffnung einer durch Tonschiefer und Sandstein gebildeten Felswand und ergießt sich über einen etwa fünf Meter hohen moosbewachsenen Wasserfall in ein kleines Becken, das von der Straße erreichbar ist. Danach unterquert das Wasser in einem Kanalisationsrohr die Straße und gelangt in die Ruhr. An der Quelle führt ein Trampelpfad den mit Rotbuchen bewachsenen Steilhang entlang einiger Steinbrüche hinauf.
Die Quelle besitzt keinen offiziellen Namen. Da sie seit den 1960er Jahren insbesondere von türkischen Mitbürgern aus weitem Umkreis aufgesucht worden sein soll, um Flaschen zu befüllen, wird sie Türkenquelle genannt. Das Wasser ist nicht als Trinkwasser deklariert.
Die Herkunft des Wassers ist ungeklärt. Es gibt die Vermutung, es handele sich um Oberflächenwasser aus den Weiden an der Straße „Am Timpen“ und sei nicht als Trinkwasser geeignet. Anderen Stimmen zufolge soll die Quelle von einem Fluchtstollen des ehemaligen Landsitzes von Friedrich Flick, dem Charlottenhof, gespeist werden, welcher im Zweiten Weltkrieg dem Ruhrstab als Zentrale diente.
Die Quelle ist mit dem Wasserfall in die Liste der Naturdenkmale in Essen eingetragen.